# Kunihiro Yamashita
Kunihiro Yamashita (japanisch 山下 訓広 Yamashita Kunihiro; * 29. Mai 1986) ist ein ehemaliger japanischer Fußballspieler. Er spielt als Innenverteidiger.

## Karriere
Yamashita erlernte das Fußballspielen in der Universitätsmannschaft der Ryūtsū-Keizai-Universität. Seinen ersten Vertrag unterschrieb er 2009 bei Roasso Kumamoto. Der Verein spielte in der zweithöchsten Liga des Landes, der J2 League. Für den Verein absolvierte er drei Ligaspiele.